# Saint-Josse-ten-Noode
Saint-Josse-ten-Noode (fransk navn) eller Sint-Joost-ten-Node (hollandsk navn) er en af de 19 kommuner i Belgien som udgør hovedstadsregionen Bruxelles. Kommunen ligger i den østlige del i regionen. Det er arealmæssigt den mindste kommune i regionen, men med stor befolkningstæthed. Den ligger mellem Bruxelles Kommune mod syd og vest, og Schaerbeek mod nordøst. Som alle kommuner i Bruxelles-regionen er den lovmæssigt tosproget (fransk-hollandsk).
Pr. 1. januar 2025 havde kommunen 27.258 indbyggere. Det samlede areal var 1,2 km2, og befolkningstætheden 23.486/km2.